# Kočinje brdo
Smješteno je između Klis-Grla, Konjskog, Koprivna i Dugopolja.
Zapadna je granica Dugopoljske zaravni.
U povijesti je ovuda išla trasa rimskog puta koja je išla od Solina na Klis, Grlo, Klapavice, niz Kočinje brdo preko Dugopolja na Križiće, gdje je bilo križanje puteva, gdje je jedan trak vodio preko Dicma u Mojanku i dalje, a drugi k Biskom pa na Cetinu kod mjesta kasnije Šimundžine mlinice i dalje na Katune.
U Drugom svjetskom ratu bila je strateški važna. Pred partizansko zauzimanje grada listopada 1944. godine osovinska vanjska obrambena crta Splita protezala se od Strožanca i Žrnovnice, preko Debelog brda na Mosoru, Dugopolja, Kočinjeg brda (k. 487) i Klisa. 26. listopada 1944. godine vodile su se žestoke borbe za Klis, a osobito je bilo žestoko kod Kočinjeg brda. S jedne strane bile su nadiruća 20. dalmatinska divizija, Mosorski partizanski odred, 3. prekomorska brigada, 10. dalmatinska divizija te partizansko zrakoplovstvo, a na drugoj strani 892. puk pješaštva 264. divizije pješaštva Wehrmachta.
U novom prostornom planu Splitsko-dalmatinske županije predviđen je tunel kroz Kočinje brdo. Time bi se Zagora bolje povezala sa Splitom. Tunel bi išao s brze ceste Solin — Klis ispod auto-ceste kralja Tomislava (A1). Kroz tunel bi išla cesta Split – Drniš. Danas preko Kočinjeg brda ide cesta kojom dnevno prođu tisuće automobila. Cestom se dalje ide od Klisa prema Prugovu. Punaje serpentina i brojnih opasnih nepregldnih zavoja. Kolnik je s obje strane brda položen u padu više od 12 posto i teško je izvedivo i neisplativo glačati zavoje. Zbog sigurnosti ne smije se voziti brže od 10 kilometara na sat. Česti su zastoji u zimskim mjesecima. Za poledice i snijega je opasna po život, pa je čak i prijelaz sa zimskom opremom opasan. Zbog toga su ovdje česte prometne nesreće s tragičnim posljedicama i velikim materijalnim štetama. Prema zamisli bi tunel počinjao od današnjeg podnožja ceste preko Kočinjeg brda i izlazio bi kod skretanja za Konjsko, te bi bio dug oko dva kilometra. Uzevši u obzir sadašnji i budući očekivani promet, ne će trebati dvije odvojene tunelske cijevi što projekt čini cijenijim. Na isplativosti daje očekivana izgradnja gospodarskih objekata na sjevernoj strani Kočinjeg brda. Padine Kočinjeg brda su s obzirom na udaljenost od civilizacije i naselja omiljeno mjesto za odbacivanje vozila te su brojne automobilske olupine gurnute niz brdo.
Na Kočinjem brdu nalazi se nepokretna radijska postaja.
Prostornim planom predviđena je izgradnja vjetroelektrane.

## Vanjske poveznice
- Geonames
- Peakvisor